# Mariaskolan

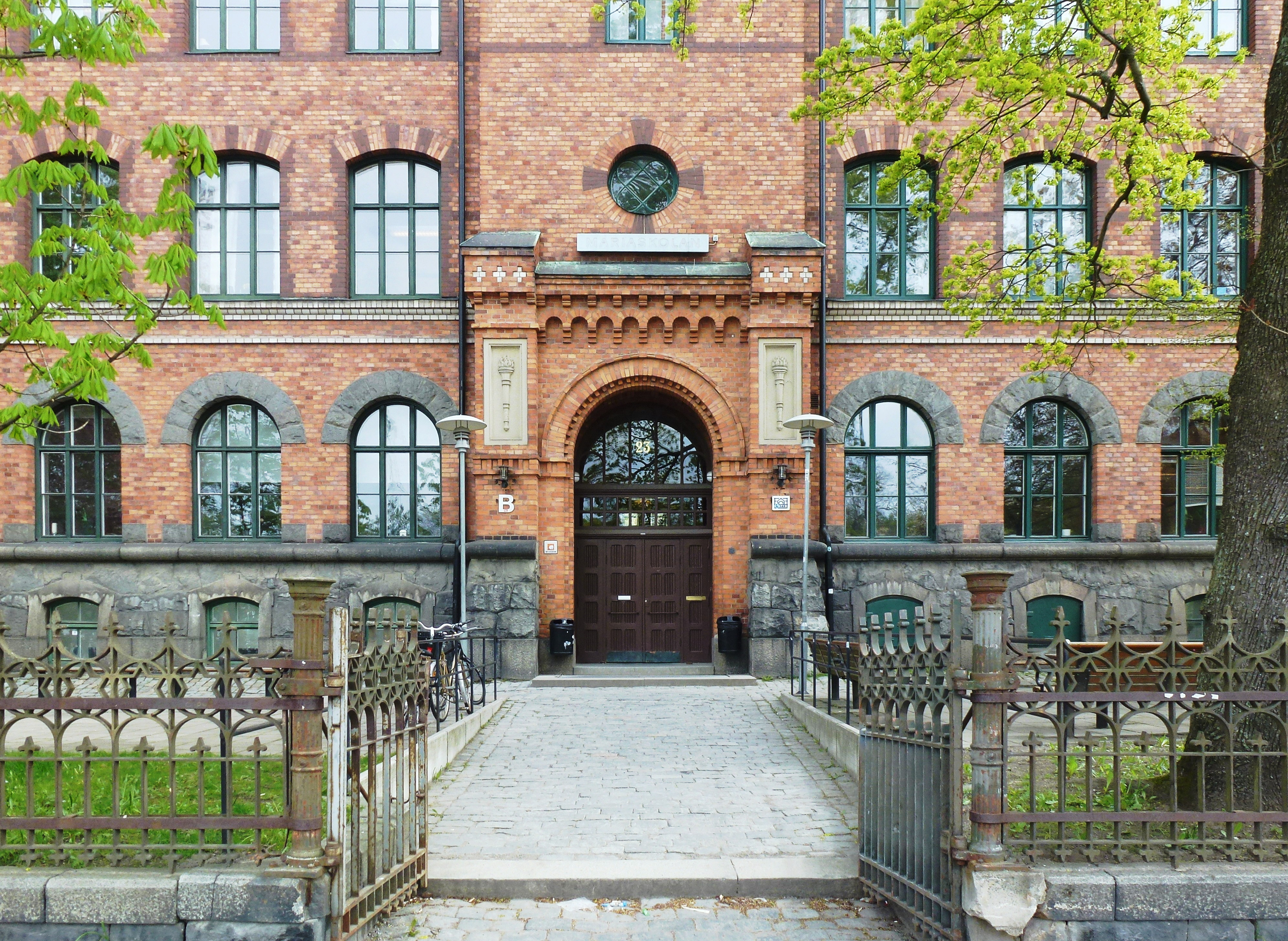
Mariaskolans entré från Ringvägen.

Mariaskolan  (före detta Maria folkskola) ligger vid Ringvägen 23 på västra Södermalm i Stockholm. Den monumentala skolbyggnaden invigdes 1893 och byggdes till 1910. För ritningarna stod arkitekt Ernst Haegglund och för uppförandet byggmästare Frans Albert Andersson. Idag är Mariaskolan en treparallellig grundskola med ca 850 elever och ett hundratal anställda. Mariaskolans byggnader är blåmärkta av Stadsmuseet i Stockholm vilket innebär att de representerar "synnerligen höga kulturhistoriska värden".

## Byggnad

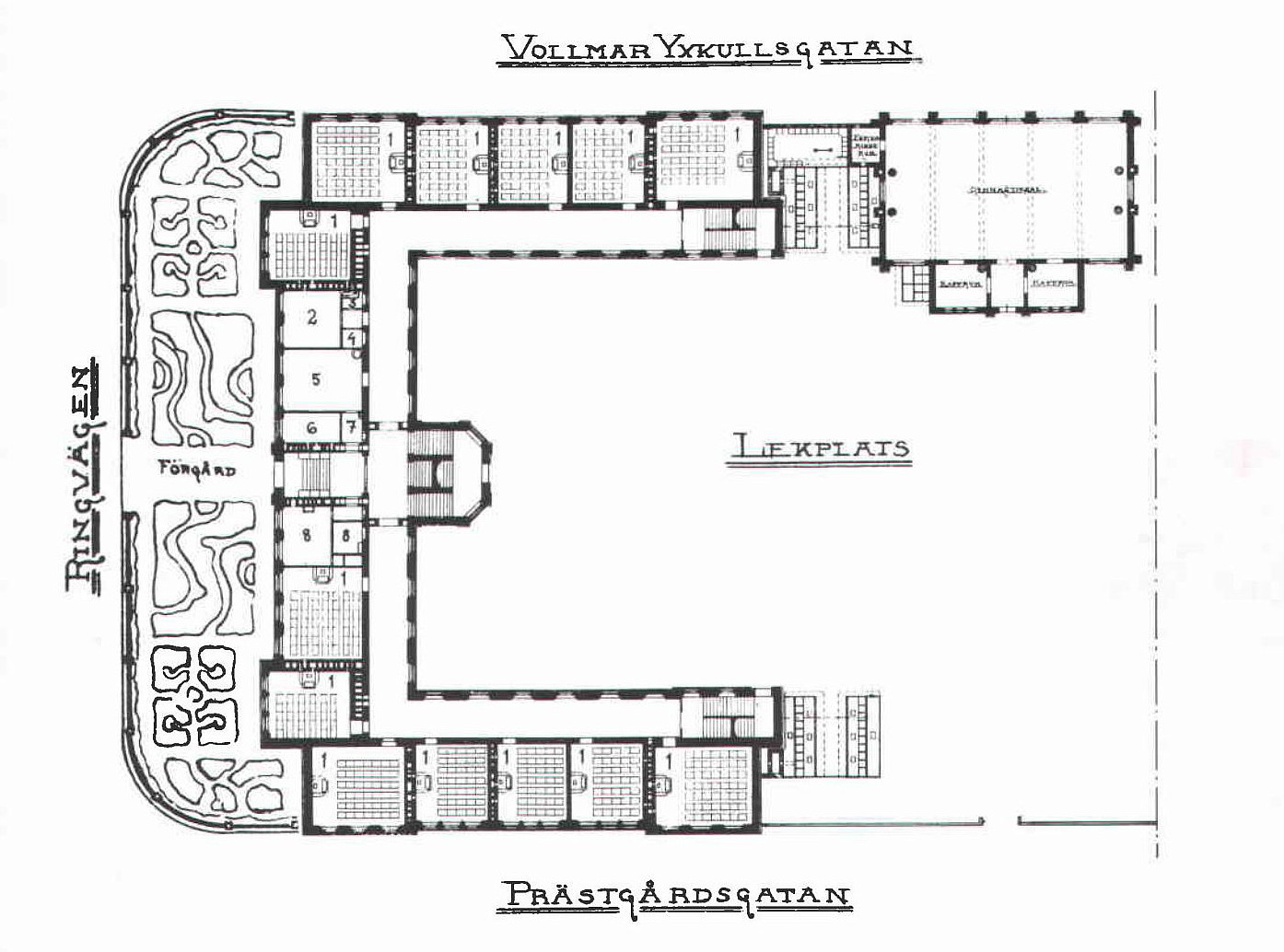
Planritning från 1891.

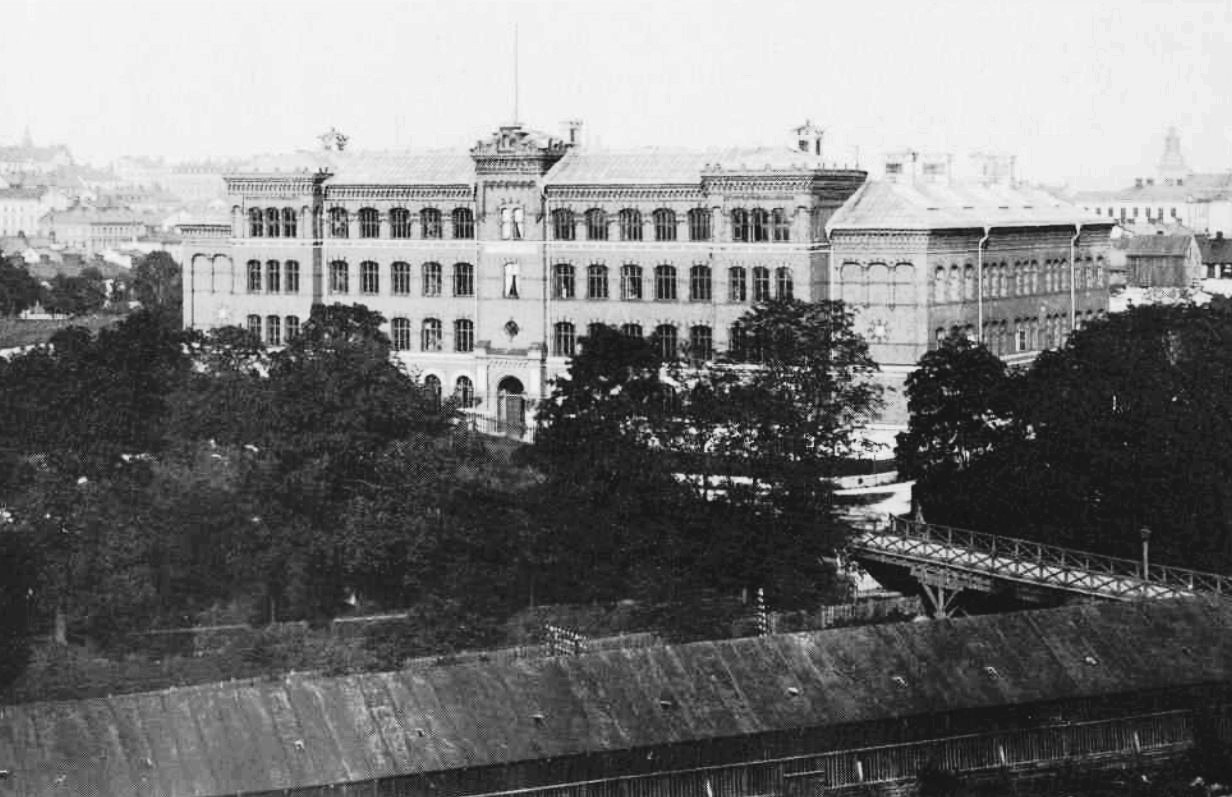
Fasad mot Ringvägen, 1890-tal.

Kring sekelskiftet 1900 anlades ett större antal monumentala skolbyggnader för att kunna ta hand om Stockholms växande barnaskara. Maria folkskola är ett exempel på en av dessa palatsliknande skolbyggnader. Skolhuset uppfördes åren 1890-1891 i kvarteret Piskans västra del i en tung och mycket genomarbetad tegelarkitektur i tre våningar på en hög granitsockel. Till arkitekt anlitades Ernst Haegglund, som senare stod bland annat bakom tillbyggnaden av Hedvig Eleonora folkskola 1898 samt Engelbrektsskolan (tillsammans med Konrad Elméus) 1902.
Skolhusets huvudfasad vänder sig mot Ringvägen, där finns en smal förgård med planteringar, omgärdad av ett kraftigt järnstaket. Byggnaden fortsätter sedan med två (ursprungligen symmetriska) flyglar längs med Maria Skolgata (dåvarande Prästgårdsgatan) respektive Wollmar Yxkullsgatan. Vid ändarna på huvudbyggnadens båda flyglar lades klosetter. Vid Wollmar Yxkullsgatan placerades även en fristående gymnastikbyggnad. Mitt i kvarteret anordnades skolgården, eller "lekplatsen" som den kallades på ritningen. Huset innehöll 51 lärosalar, de var cirka 45 m² stora med plats för 35 barn. Skolan hade centralvärme där ånga leddes till radiatorer från ett centralt pannrum i källaren. Den nya skolan hade kostat 457 000 kronor att bygga.

## Verksamhet

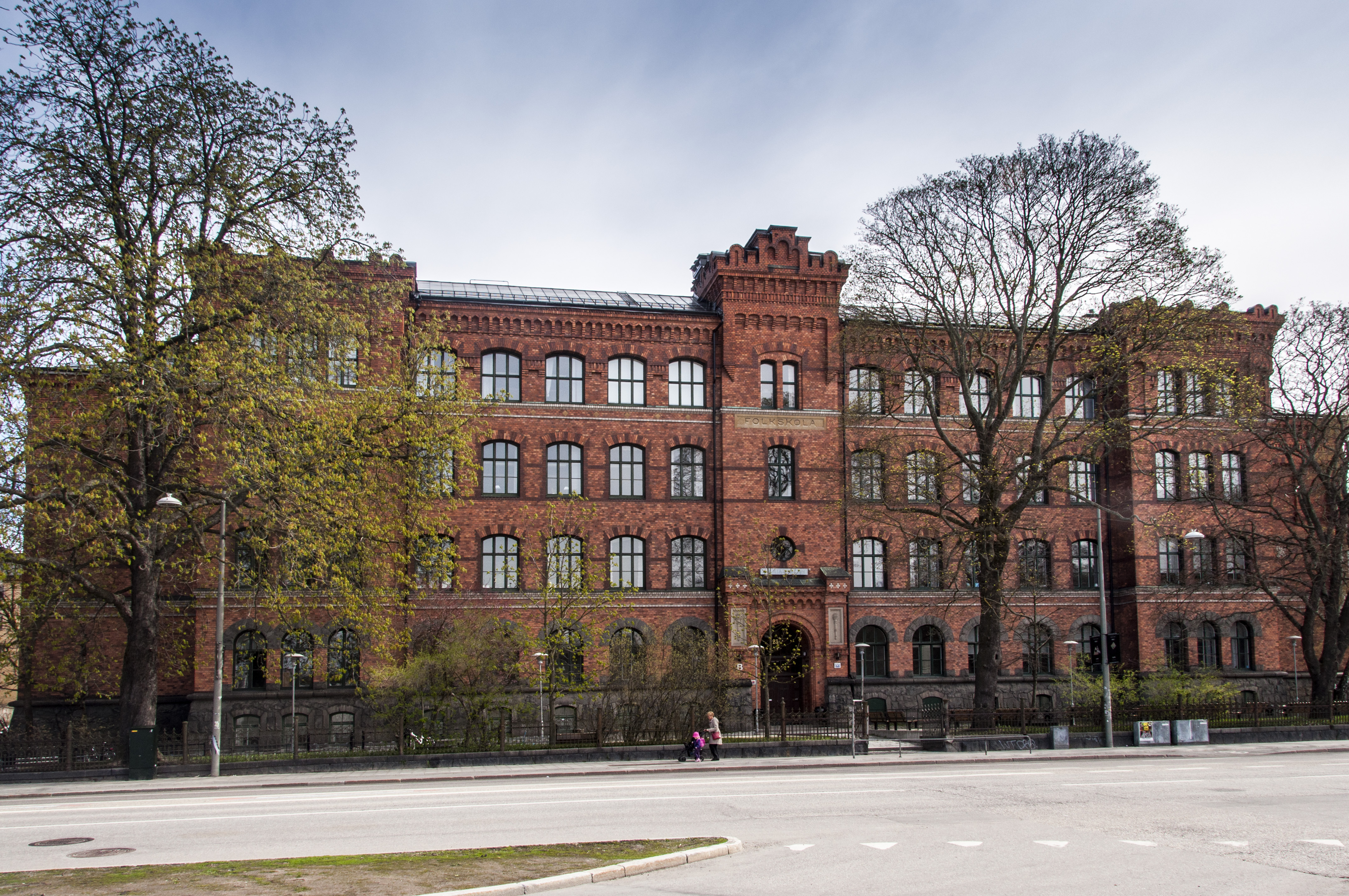
Fasad mot Ringvägen, 2012.

När Maria folkskola invigdes den 14 oktober 1893 skedde det med pompa och ståt och i ett invigningstal hyllades den nya skolan med orden: ”Maria nya folkskolehus torde utan överdrift kunna sägas är det prydligaste i Sverige”. Till en början undervisades 2 000 elever i två skift, ett morgonskift från klockan 8.00 till klockan 13.00 och ett eftermiddagsskift med från klockan 14.00 till klockan 18.00. Snart steg antalet elever till knappt 4 000 vilket ledde till att flygeln mot Wollmar Yxkullsgatan förlängdes 1908–1910, då tillkom ytterligare 14 lärosalar. Även denna gång var Ernst Haegglund arkitekt. I samband med det revs gymnastikbyggnaden och klosetterna. I den nya tillbyggnadens källare fanns ett bad med en mängd badkar och tvättbänkar samt en bassäng på 5 x 9 meter. Här bedrevs simundervisning ända in på 1960-talet.
Fram till år 1987 fanns så kallade musikklasser från årskurs 1 till 6. Känd elev var Carola Häggkvist under sin mellanstadietid, även Ulf Lundell var elev på Mariaskolan under några av sina första skolår. Åren 1998 till 2001 genomfördes en större ombyggnad som föranleddes av att Mariaskolan skulle bli en så kallad F-9 skola. Det betyder att barnen inte behöver byta skola mellan klass sex och sju utan får gå på ett och samma ställe i 10 år, från förskoleklass till nian. Idag har skolan även integrerad fritidsverksamhet för samtliga årskurser. Totalt finns här ca 850 elever och ett hundratal anställda.

## Bilder

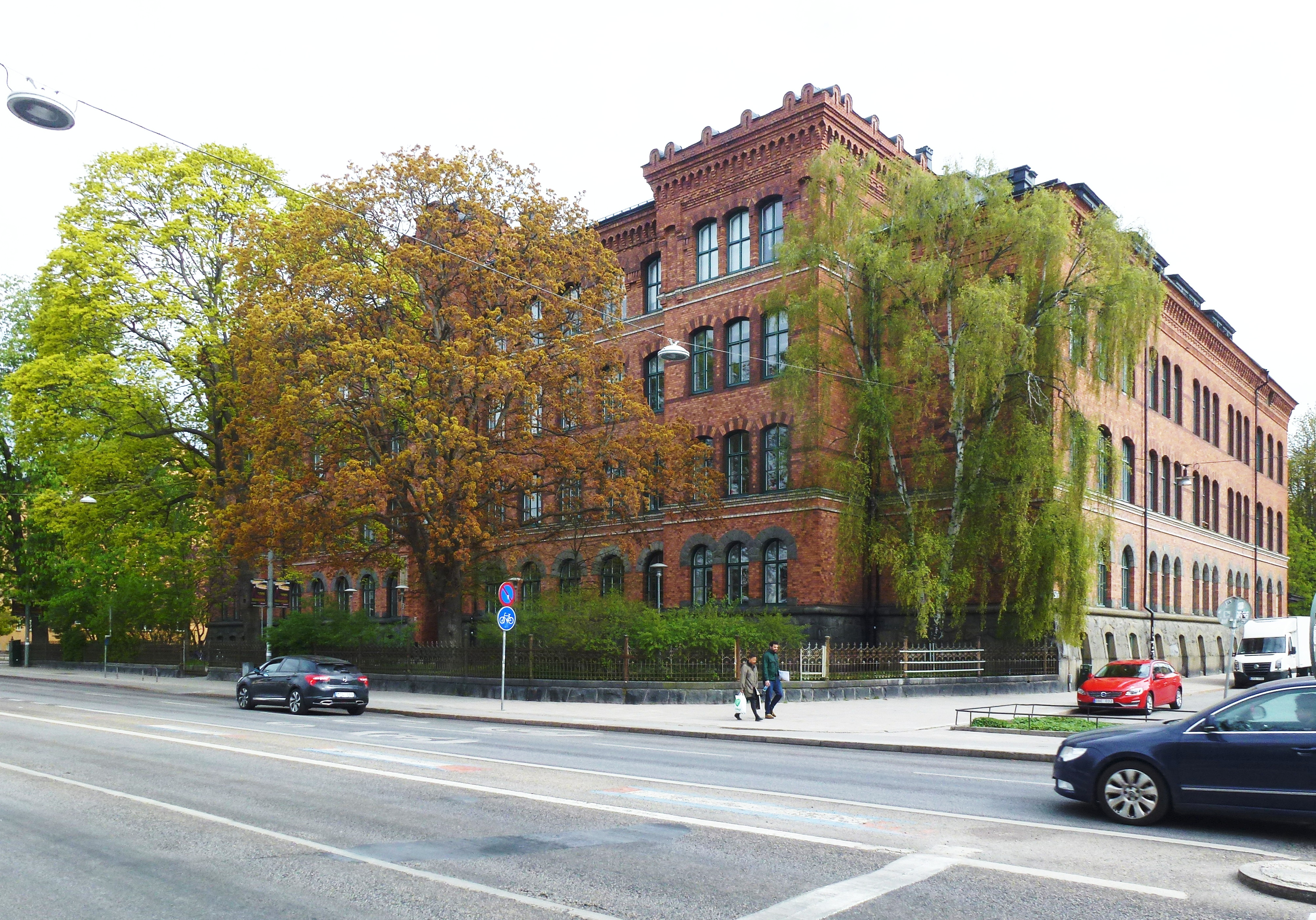
Mot Ringvägen
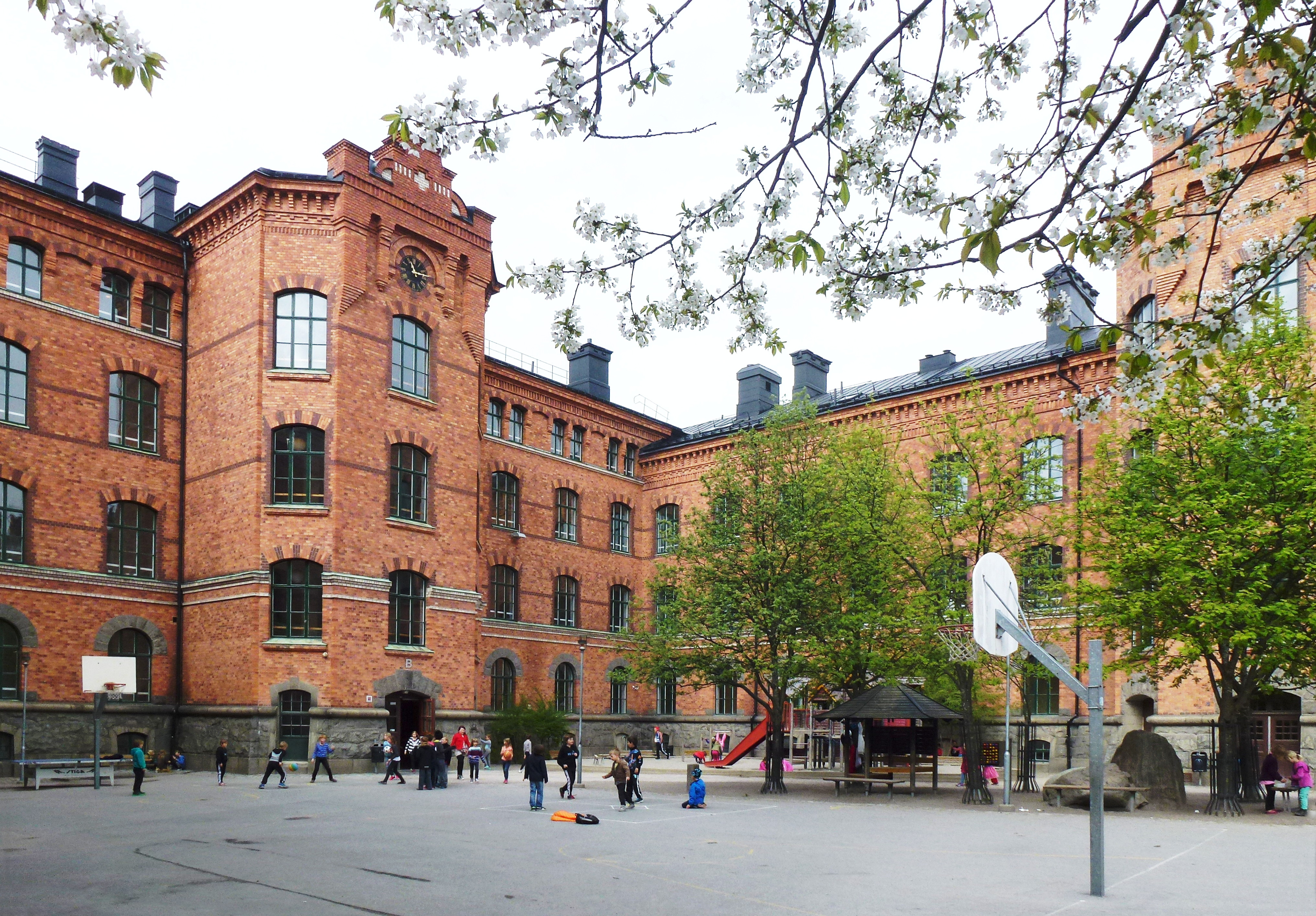
Skolgården
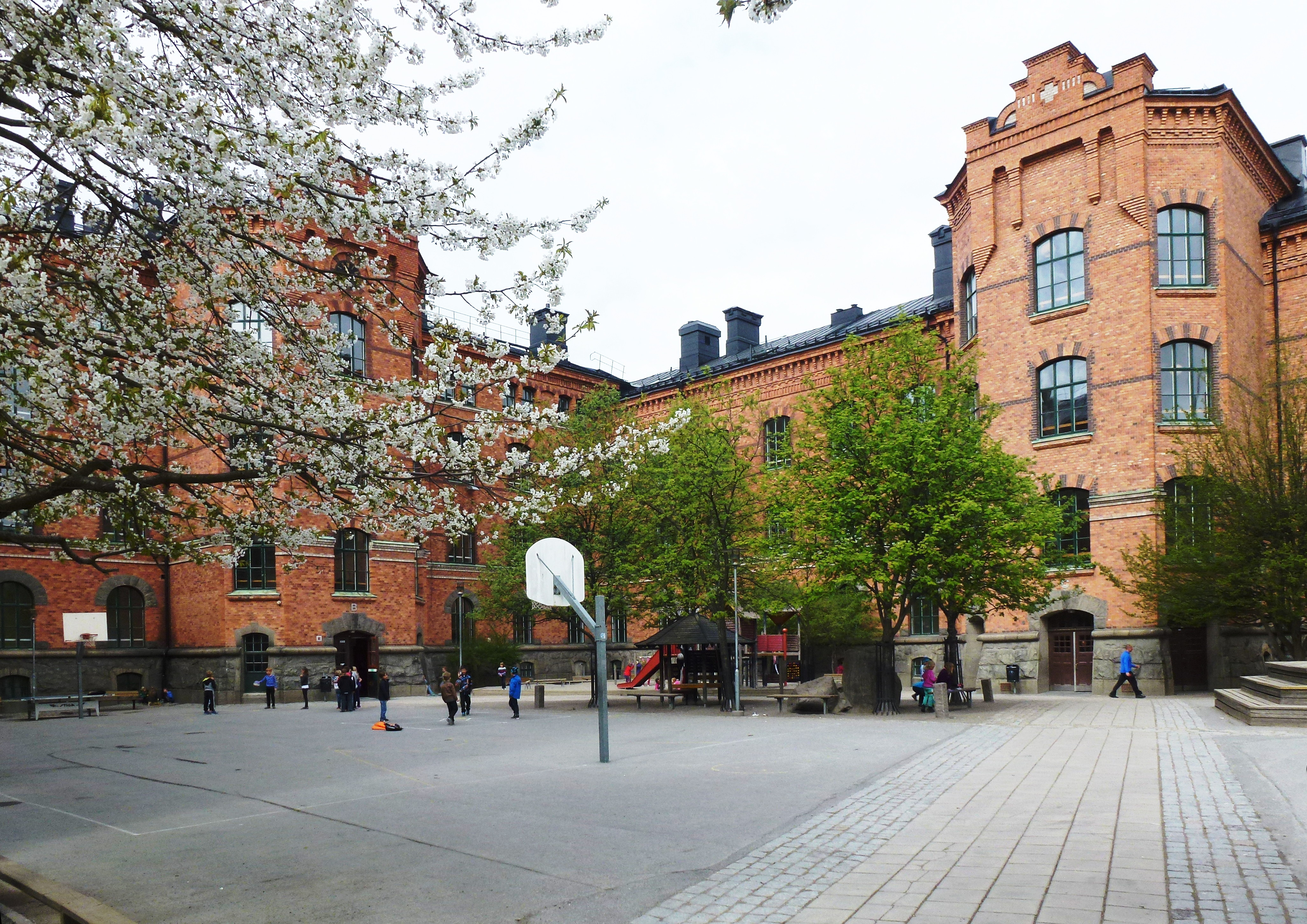
Skolgården
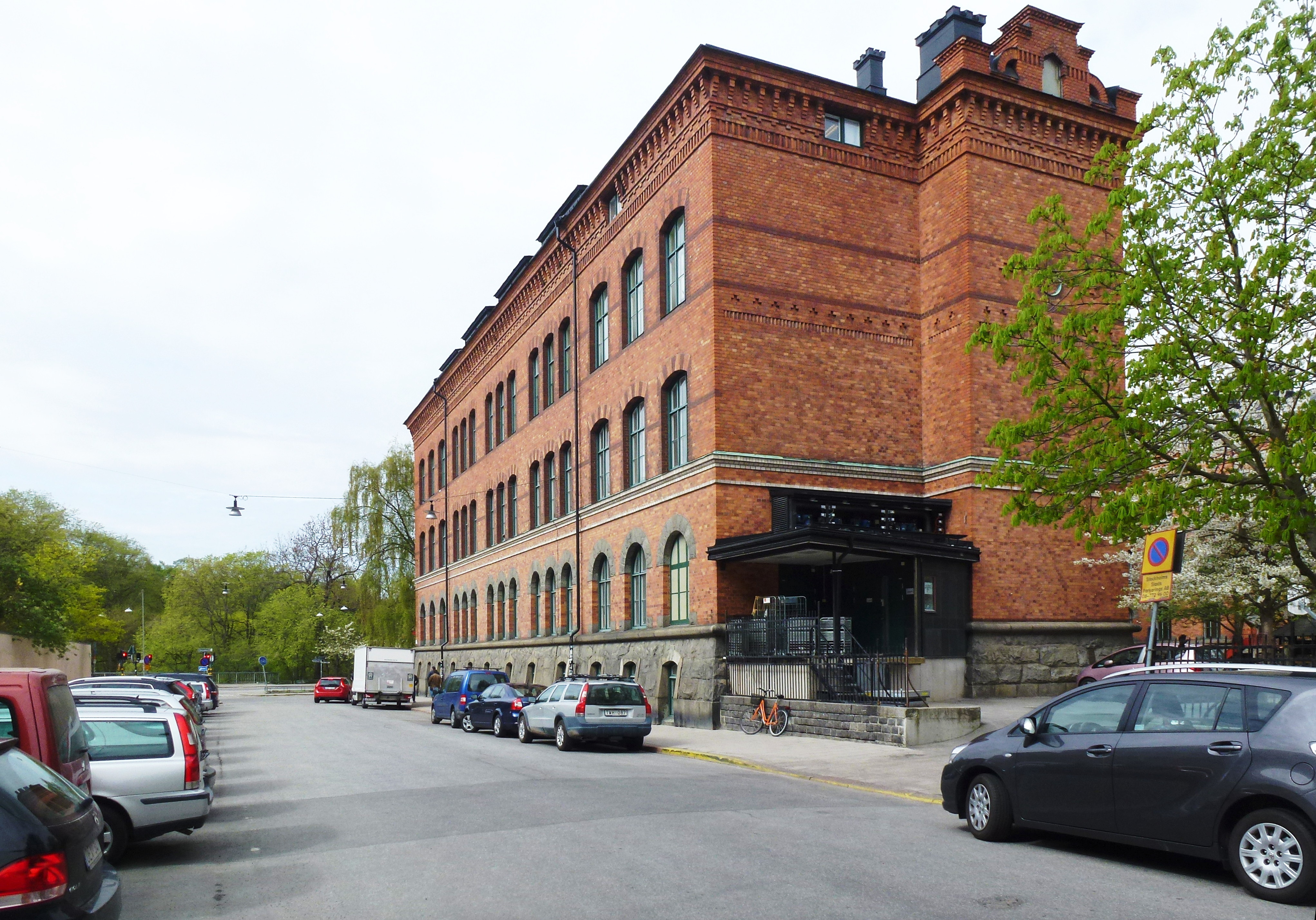
Mot Maria Skolgata